# Trail Daily Times
Die Trail Daily Times ist die lokale Tageszeitung von Trail, British Columbia, Kanada. Sie ist im Besitz des in Victoria ansässigen Unternehmens Black Press, des größten Herausgebers von Wochenzeitungen in British Columbia.
The Daily Times ist das Leitmedium in Trail und einigen umliegenden Gemeinden. Die Zeitung erscheint dienstags bis freitags. Seit ihrer Gründung als Trail Creek News im Jahr 1895 trug sie mehrere unterschiedliche Namen.
Im Jahr 2011 betrug die tägliche Auflage zirka 5000 Exemplare.